# سلسلة من العملات النقدية (وحدة العملة)

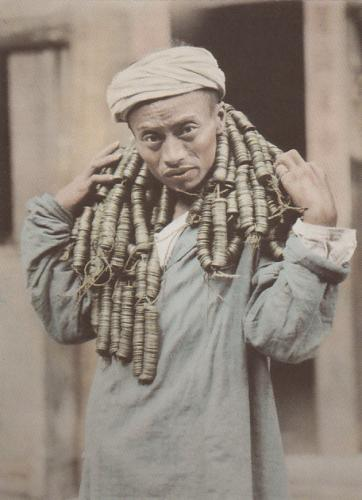
رجل من سيشوان يحمل 13500 قطعة نقدية.

سلسلة من العملات النقدية (الصينية التقليدية :貫, 索, 緡, 繦, 鏹 ،吊, 串, 弔, 錢貫, 貫錢،貫文, 吊文, or 串文; الفرنسية: Ligature de sapèques) يُشير إلى وحدة نقدية تاريخية صينية، يابانية، كورية، ريوكيوان، وفيتنامية، استُخدمت كوحدة رئيسية للعملات النقدية الصينية، المون الياباني، المون الكوري، مون ريوكيوان، والفان الفيتنامي. يسمح الثقب المربع في منتصف العملات النقدية بربطها معًا في خيوط. استُخدم المصطلح لاحقًا أيضًا على الأوراق النقدية، وكان بمثابة وحدة رئيسية للعملة وين (文 ).
قبل عهد أسرة سونغ، تُسمى سلاسل العملات النقديةguàn (貫 ) ، suǒ (索)، أو mín (緡)، بينما خلال عهد أسرتي مينغ وتشينغ كان يطلق عليهم اسم chuàn (串) أو diào (吊). في اليابان وفيتنام، 貫 مصطلح وسيستمر استخدامها حتى إلغاء العملات النقدية في تلك البلدان.
خلال عهد أسرة تشينغ، هناك سلسلة من 1000عملة نقدية تقدر قيمتها بـ 1 تايل من الفضة، على الرغم من وجود متغيرات للمعايير الإقليمية تصل إلى 500 عملة نقدية لكل سلسلة. يُشار إلى إجمالي 1000 عملة معدنية مربوطة معًا باسم chuàn (串) أو diào (吊) يقبلها التجار بالخيط الواحد لأن عدّ كل قطعة من العملات المعدنية يستغرق وقتًا طويلاً. صُنعت العملات من البرونز لحماية اقتصاد الصين. ولأن الخيوط كانت تُقبل غالبًا دون فحص العملات التالفة أو ذات الجودة الرديئة أو سبائك النحاس، تُقبل هذه الخيوط في النهاية بناءً على قيمتها الاسمية لا وزنها؛ يشبه هذا النظام نظام العملة الورقية. ولأن عدّ العملات النقدية وربطها معًا كان مهمة تستغرق وقتًا طويلاً، فقد كان الناس المعروفون باسم qiánpù (錢鋪 ) يربطون العملات النقدية معًا في سلاسل من 100 عملة، منها عشرة تشكل chuàn واحد. يتلقى qiánpù الدفع مقابل خدماتهم في شكل أخذ عدد قليل من العملات النقدية من كل سلسلة يؤلفونها. وبسبب هذا، كان من المرجح أن يتكون chuàn من 990 عملة بدلاً من 1000 عملة، نظرًا لأن مهنة qiánpù أصبحت ممارسة مقبولة عالميًا، فإن هذه chuàns كانت غالبًا لا تزال تقدر اسميًا بـ 1000 عملة نقدية. حُددت عدد العملات المعدنية في سلسلة واحدة محليًا، حيث يمكن أن تتكون السلسلة في منطقة واحدة من 980 عملة نقدية، بينما في منطقة أخرى يمكن أن يكون هذا 965 عملة نقدية فقط. استندت هذه الأرقام إلى الرواتب المحلية لـ qiánpù. خلال عهد أسرة تشينغ، يبحث qiánpù غالبًا عن العملات القديمة والنادرة لبيعها لهواة جمع العملات بسعر أعلى.
عدد العملات النقدية النحاسية التي تُربط معًا في سلسلة يختلف باختلاف المنطقة، الفترة الزمنية، أو المواد المستخدمة في صناعتها. فعلى سبيل المثال، خلال عهد الإمبراطور تự Đức من سلالة نغوين، تتكون السلسلة الواحدة من العملات النقدية من 600 قطعة مصنوعة من الزنك. في أواخر الفترة الاستعمارية الفرنسية، تتكون السلسلة الواحدة من العملات النقدية من 500 قطعة مصنوعة من سبيكة النحاس. وفي فيتنام، تُعادل السلسلة الواحدة من هذه العملات اسميًا قيمة بيزو مكسيكي واحد او 1 من عملة الهند الصينية الفرنسية. في أواخر القرن 19 في الصين خلال عهد أسرة تشينغ، تُسمى بعض الأنظمة النقدية نسبة إلى عدد العملات النحاسية التي تتكون منها السلسلة، مثل نظام Jingqian (京錢، "النقود الحضرية") أو Zhongqian (中錢)، وهو سعر صرف مستخدمًا في العاصمة بكين. سمح نظام Jingqian بوجود دين اسمي قدره 2 (文) يمكن تسديده بعملة نحاسية واحدة فقط بدلًا من عملتين. وفي هذا النظام، تتكون سلسلة العملات في بكين من 500 عملة فقط، مقارنةً ببقية مناطق الصين التي اعتمدت على 1000 عملة نقدية لتشكيل سلسلة واحدة. في المقابل، في نظام Dongqian (東錢، "النقود الشرقية")، هو سعر صرف استخدم في مقاطعة فِـنغتيان، تتكون السلسلة من 160 عملة فقط. وخلال فترة حكم أسرة تشينغ، استُخدم مصطلح chuàn للإشارة إلى السلاسل الطويلة، بينما استُخدم مصطلح diào للإشارة إلى السلاسل القصيرة.
على الرغم من ظهور المصطلح بشكل متكرر على الأوراق النقدية، فإن العملة النقدية الوحيدة التي حملت وحدة العملة "سلسلة من العملات النقدية" كجزء من نقشها كانت عملة Tự Đức Bảo Sao في عهد أسرة نجوين () 1 quán عملة نقدية (،chuẩn đang nhất quán)، كانت قيمتها 600 فان (أو 60 ماخ).

## خلفية
على نحو مشابه لطريقة عد العملات النقدية بوحدة wén (文)، استخدمت الصين، حتى عهد أسرة تشين، أصداف الكاوري وكذلك أصداف الكاوري المصنوعة من البرونز، وتُقيم بوحدة bèi (貝). تُسمى سلسلة من أصداف الكاوري péng (朋). ومع ذلك، لا يُعرف حاليًا مقدار ما يعادل bèi واحدًا في péng.

## سلاسل من وحدات العملات النقدية خلال عهد أسرة تشينغ
خلال عهد أسرة تشينغ، استخدم عدد مختلف من العملات النقدية لتشكيل سلاسل من العملات النقدية.
- 1 chuàn (串) = 1000 ون (文)
- 1 diào حضري (吊) = 1000 نقدًا متروبوليتان (京錢)
- 1 diào حضري (吊) = 500 قطعة من "العملات النقدية القياسية" (制錢، قبل عام 1853)
- 1 diào حضري (吊) = 50 قطعة من "العملات النقدية الكبيرة" (大錢، بعد عام 1861)

في التداول الفعلي، ومع ذلك، وضعت العملات النقدية طوال التاريخ الصيني على خيوط في عشر مجموعات من (من المفترض) مائة عملة لكل منها؛ فُصلت هذه الخيوط بعقدة بين كل مجموعة. خلال فترة أسرة تشينغ، نادرًا ما احتوت سلاسل العملات النقدية على 1000 عملة نقدية وكانت عادةً تحتوي على شيء مثل 950 أو 980 أو كمية مماثلة؛ ترجع هذه المبالغ إلى التفضيلات المحلية بدلاً من كونها عشوائية بأي شكل من الأشكال. في المدن الكبرى، تصنع متاجر النقد سلاسل محددة من العملات النقدية لأسواق محددة. كانت متاجر النقد موجودة لأنه في ذلك الوقت كان هناك العديد من أنواع العملات النقدية المختلفة المتداولة في الصين، بما في ذلك العملات النقدية الصينية القديمة من السلالات السابقة (古錢)، عملات نقدية كورية، عملات نقدية يابانية (倭錢), عملات نقدية فيتنامية، وعملات نقدية أصلية كبيرة وصغيرة من عهد أسرة تشينغ، وأنواع مختلفة من العملات المزيفة، مثل العملات النقدية الخاصة غير القانونية. تحتوي بعض هذه السلاسل على عملات Zhiqian أصلية حصريًا، يُمكن أن تحتوي سلاسل أخرى على ما بين 30٪ و50٪ من العملات النقدية المزيفة وناقصة الوزن. كان العدد الفعلي للعملات النقدية على الخيط ونسبة العملات المزيفة في الخيط معروفين بشكل عام لكل من يقيم في تلك المدينة من خلال نوع العقد المستخدمة. كل نوع من هذه السلاسل المختلفة من العملات النقدية يؤدي وظائف مختلفة. على سبيل المثال، كان من المقبول استخدام سلسلة واحدة من العملات النقدية في سوق الحبوب المحلي، بينما لم تُقبل في سوق اللحوم، كان من الممكن استخدام نوع آخر من الخيوط في كلا السوقين ولكن ليس لدفع الضرائب. صنفت محلات النقد جميع العملات النقدية إلى فئات محددة للغاية، ثم كونت أنواع مناسبة من السلاسل المخصصة للاستخدام في أسواق محددة أو لدفع الضرائب للحكومة.

## الحرير كعملة
استُخدم الحرير كسلعة تعادل قيمة الذهب. بدأ إنتاج الحرير في عهد أسرة هان. استخدمت سلاسل العملات النقدية كعملة، لم تكن قيّمة للغاية، إذ كانت قيمتها تعادل وزنها فقط بالمادة التي صُنعت منها (البرونز وأحيانًا الفضة). استُخدم الحرير لشراء العديد من الأشياء، لكنه فقد قيمته بمرور الوقت عندما بدأت مجتمعات الشرق الأوسط في إنتاج حريرها الخاص واستخدامه في التجارة. تسببت هذه الوفرة المفرطة في الحرير في فقدانه لقيمته. استُخدمت سلاسل العملات النقدية بشكل أساسي للمشتريات الصغيرة بينما كان الحرير يُستخدم في التجارة الأكبر.

## الأوراق النقدية

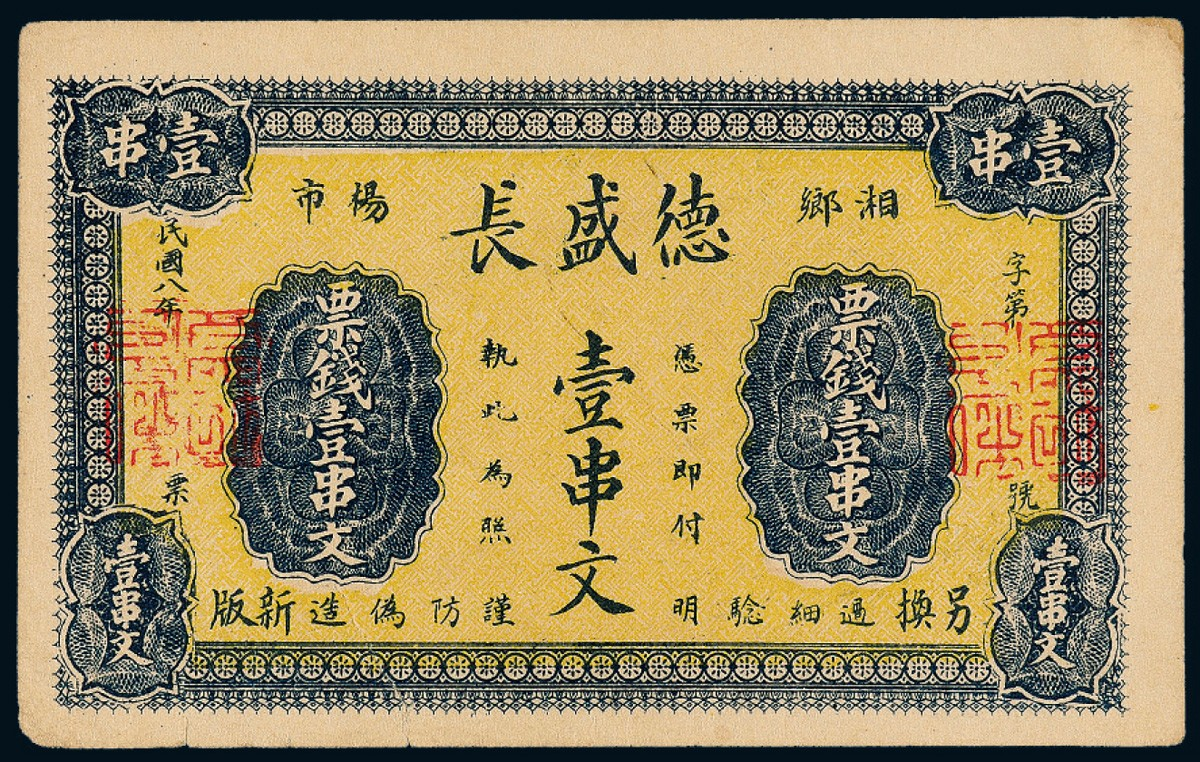
ورقة نقدية من جمهورية الصين بقيمة 1 ((أو سلسلة من العملات النقدية) أصدرها بنك دا شنغ تشانغ في عام 1919.

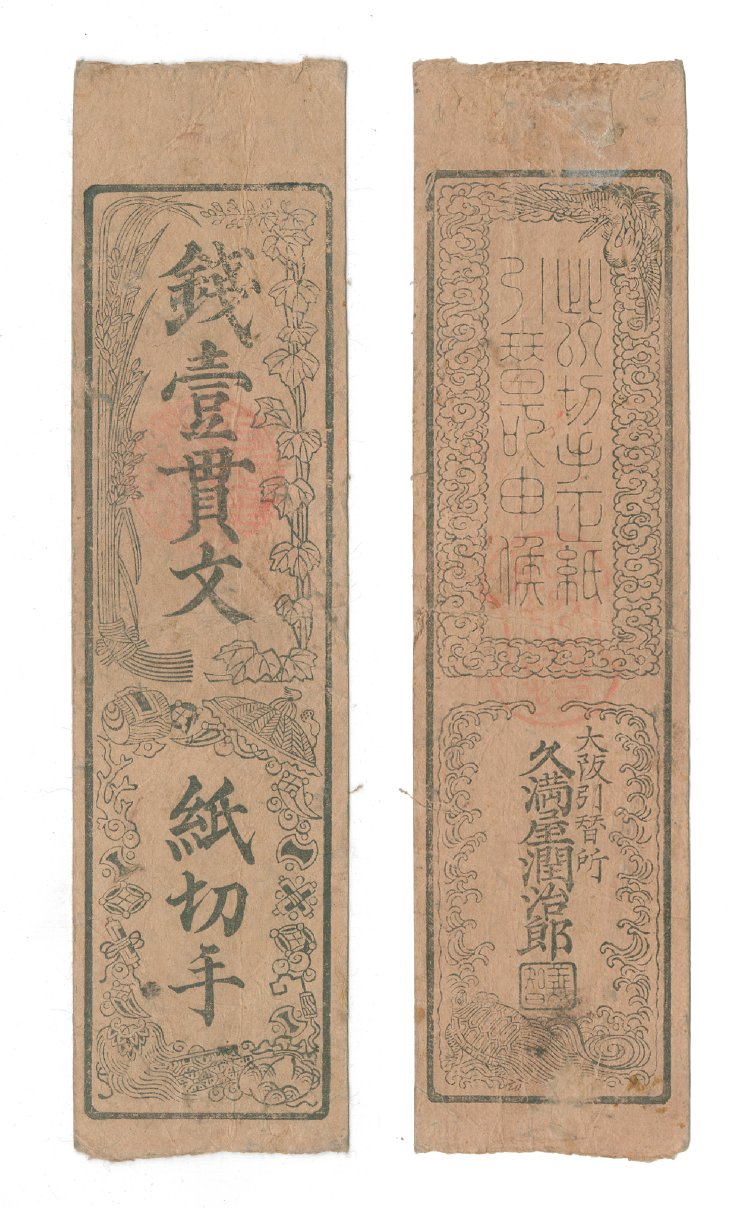
ورقة نقدية محلية من فئة هانساتسو بقيمة 1 صدرت خلال فترة إيدو في اليابان من المتحف البريطاني.

صدرت السسلة الأولى خلال عهد أسرة سونغ، من أوراق جياوزي الحكومية القياسية في عام 1024 بفئات مثل 1 guàn (貫، أو 700 وين)، 1 mín (緡، أو 1000 wén )، حتى 10 guàn . في عام 1039، صدرت أوراق نقدية من فئتي 5 guàn و10 guàn فقط، وفي عام 1068، طُرحت فئة guàn واحد، والتي أصبحت تُمثل 40% من جميع أوراق جياوزي النقدية المتداولة. استمر شعب هويزي في استخدام هذه الوحدات النقدية. بين عامي 1161 و1166، أنتجت حكومة سلالة سونغ 28,000,000 dào (道، أي ما يعادل guàn أو 1000 wén ) في أوراق هويزي. كان سعر الصرف بين أوراق غوانزي النقدية والعملات النقدية النحاسية 1 guàn مقابل 770 ون بينما قُيّمت أوراق هويزي لفترة الإنتاج الثامنة عشرة بـ 3 guàn مقابل 1 wén . خلال الأيام الأخيرة من عهد أسرة سونغ الجنوبية، عانت الصين من التضخم لدرجة أن قيمة هويزي انخفضت كثيرًا لدرجة أن guàn لم يكن مقبولًا إلا بين 300 و400 عملة نقدية، تسبب في بدء الناس في تخزين العملات المعدنية وإزالتها من التداول مما كان له تأثير مدمر على الاقتصاد. ومع استمرار المغول في الزحف جنوبًا، احتاج الجيش الصيني إلى المزيد من الأموال مما تسبب في قيام الحكومة بطباعة كمية زائدة من أوراق هويزي النقدية. استخدم وحدة العملة guàn لاحقًا أيضًا من قِبل سلالة جورشن جين وسلالة يوان المنغولية على أوراق جياوتشاو النقدية الخاصة بهم، على الرغم من أنه بسبب التضخم المفرط، لم يكن من المُمكن استبدال هذه العملات بأي عملات نقدية حقيقية وتحت حكم المغول الغيت أشكال العملة غير الورقية.
من أوائل القرن الرابع عشر إلى أوائل القرن السادس عشر في اليابان، تُعرف الأوراق النقدية باسم saifu استُخدمت في المعاملات، المدفوعات، وتحويل الأموال بين المناطق النائية. معظم هذه saifu كانت قيمة الأوراق النقدية 10 kanmon (10,000 مون، أو 10 سلاسل من 1000 عملة نحاسية)، تداولت هذه الأوراق النقدية أيضًا بين عامة الناس.
في عهد أسرة مينغ، استمرت ورقة الكنز العظيمة لمينغ في استخدام guàn كوحدة عملة لفئاتها. ورقة الكنز العظيمة لمينغ بقيمة 1 guàn صالحة في الأصل لـ 1000 عملة نقدية من سبائك النحاس وحجمها 36.4×22 سم، مما يجعلها أكبر ورقة نقدية صينية صُنعت على الإطلاق. في منتصف تصميمها، وُضعت صورة لسلسلة من العملات النقدية (錢貫 ) لإظهار قيمتها. في أسفل ورقة الكنز من عهد مينغ العظيم، وُجد نص يوضح أنها صدرت عن Zhongshusheng (中書省 أُعلن رسميًا أنها عملة صالحة تُستخدم بالتزامن مع العملات النقدية المصنوعة من سبائك النحاس، سيواجه المزورين عقوبة، ويحص من يُبلغ السلطات عن التزوير على مكافآت كبيرة. على الرغم من تداولها في الأصل بالتزامن مع العملات النقدية، أصبحت ورقة كنز مينغ العظيمة عملة ورقية، لم يعد من الممكن استبدالها لاحقًا بأي عملات نقدية فعلية.
كانت الأوراق النقدية المنتجة بشكل خاص في عهد أسرة تشينغ، كما هو الحال في الصين، تحمل مجموعة كبيرة ومتنوعة من الأسماء التي تشير إليها في جميع أنحاء البلاد، حيث استخدمت أسماء مثل Zhuangpiao (莊票) ، Pingtie (憑帖) ، Duitie (兌帖)، Shangtie (上帖) ، Hupingtie (壺瓶帖)، أو Qitie (期帖). تباينت الطوائف المستخدمة عليها بشكل كبير، وصل بعضها إلى 5 diào (吊).
خلال الأيام الأولى لجمهورية الصين، وحدات العملة chuàn wén و diào wén لا تزال تستخدم في الأوراق النقدية وzhuangpiao. بنك مقاطعة هوبيه (湖北官錢局 ، Hubei Guan-Qianju )، وهي شركة مملوكة لحكومة المقاطعة qianzhuang أنشأها Zhang Zhidong، أصدرت أوراقها النقدية الخاصة المقومة بالتايل chuàn (串) ، كانت تُعرف باسم Hubei Guanpiao (), حتى عام 1927.

## عدادات الخيزران
"كنا نظن أن لدينا ما يكفي من المال ليكفينا، أو بالأحرى، بقدر ما يمكننا حمله... إذ إن وزن النقود الصينية اللازمة لرحلة تتجاوز ثلاثة آلاف ميل كان، بحسب رأي القنصل الروسي، من أعظم العقبات شبه المستعصية التي واجهناها. ففي داخل الصين، لا توجد عملة معدنية سوى الـ 'تشن' أو 'سابيك'، هي خليط من النحاس والقصدير، على شكل قرص فيه ثقب وسطي، تُربط من خلاله العملات معًا في حبال."
— ويليام لويس ساتلبن
بعض عدادات الخيزرانية الصينية، التي كانت متداولة في مقاطعات جيانغسو، تشجيانغ، وشاندونغ منذ 1870 وحتى 1940، استخدمت "سلاسل العملات النقدية" كوحدة نقدية. ومع ذلك، كانت تتضمن أيضًا نقوشًا إضافية توضح أنها لن تُصرف بعملات نقدية "عادية". فعلى سبيل المثال، قد تحمل رقمة خيزرانية عبارة "串錢壹仟文" (Chuàn qián yīqiān wén، أي "سلسلة من 1000 عملة نقدية")، إلى جانب معلومات تفيد بأنه في حال استردادها، فستُدفع بعملات Daqian (大錢) من فئة "10 نقدًا" (10 wén). وبناءً على ذلك، تُصرف بسلسلة مكوّنة من 100 عملة Daqian، كل منها تعادل 10 wén.
تحت طوائفهم، تحمل العديد من أعمدة الخيزران الأحرف الصينية xin hao (信號"علامة الضمان") للإشارة إلى أن رصيد الخيزران جدير بالثقة بحيث يستحق قيمته المعلنة (الاسمية).
هناك طريقة أخرى للإشارة إلى نوع العملات النقدية التي تُدفع وهي إذا كانت حصيلة الخيزران تحتوي على النقش 10 wén (十文 أم لا) أسفل الفتحة العلوية. يمكن أن يحتوي بعد ذلك على نقش مثل "串錢貳百文 "(Chuàn qián èrbǎi wén، "سلسلة من 200 عملة نقدية") التي يتعين دفعها فقط في سلسلة من 20 عملة نقدية بقيمة 10 wén بدلاً من 200 عملة نقدية بقيمة 1 wén. ستفعل السلطات المصدرة ذلك بسبب مفهوم "العملة الرمزية" التي استخدمها الصينيون في ذلك الوقت. نظرًا لأن حكومة أسرة تشينغ بدأت في تصنيع دا تشيان منذ فترة شيانفينج التي احتوت على قيم اسمية عالية ولكنها كانت ذات قيم جوهرية كانت أكثر قيمة بقليل من العملات المعدنية ذات الفئة المنخفضة، فسيكون مصدر توالي الخيزران قادرًا على تحقيق ربح من هذا الوضع. هذا لأن توالي الخيزران المعني سيكون مقدرًا بأكثر من القيمة المستردة الموعودة.
بشكل عام، لم تُسترد أوراق الخيزران دائمًا في المنطقة، استمر تداولها في مناطقها المحلية كنوع من العملات البديلة طالما حافظ السكان المحليون على ثقتهم بقيمة هذه الأوراق. أدى هذا الوضع إلى احتفاظ الجهة المصدرة بأرباح إصدار الأوراق. وفي حال استرداد الأوراق، سيحصل المُسترد على وزن من البرونز أو النحاس الأصفر أقل بكثير من قيمتها الاسمية.

## Kan(وحدة قياس الوزن)
الكان (kan، باليابانية 貫، يُعرف أيضًا باسم كامِّي 貫目) وحدة قياس يابانية تُستخدم لوزن اللؤلؤ المزروع. يُعادل كان واحد ألف مونمي (monme)، أي ما يُعادل 3.75 كيلوغرام. اعتُمدت وحدة "الكان" رسميًا في قانون الأوزان والمقاييس الياباني لعام 1891. لا تزال هذه الوحدة تُستخدم عالميًا حتى اليوم كمؤشر وزني عند تقييم اللؤلؤ المزروع.

## التعليقات الغربية المعاصرة على سلاسل العملات النقدية

### سلالة تشينغ

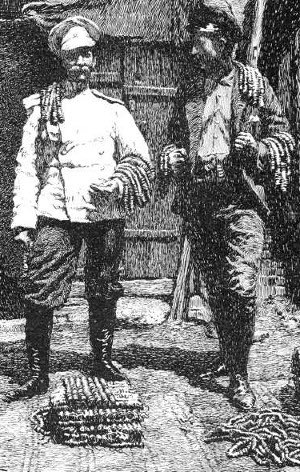
William Sachtleben (right) with a Russian friend with enough strings of cash coins to pay for a meal at a restaurant in Ghulja in 1892.

زار راكب الدراجة الأمريكي ويليام ساتلبن مدينة غولجا في عام 1892، كان يستعد لركوب الدراجة إلى بكين؛ وأثناء تحضيره للرحلة مع القنصل الروسي، أشار إلى صعوبة نقل سلاسل العملات النقدية، قائلاً:
"لا بد من وزن كل شيء باستخدام التنزا، أو الموازين الصينية الصغيرة التي كنا نحملها معنا، كانت مُعلّمَة بوحدات الفن، التشان، والليانغ ضمن المقياس النقدي. تُحسب قيمة هذه الوحدات بالـ 'تشن' (العملات النقدية الصينية)، وتختلف تقريبًا في كل مقاطعة. إن هذه الحاجة إلى اليقظة، إلى جانب كثرة الفضة المغشوشة واليَمْبَا المحشوة، ومَيل الصينيين إلى التقليل من الكمية حتى في أصغر عملية شراء، تميل إلى تحويل المسافر في الصين إلى شيلوك حقيقي."
— ويليام لويس ساتلبن
أشار ساتلبن إلى عدم وجود بنوك لصرف العملات في داخل الصين. عن إمكانية استخدام العملات النقدية وتبادلها، قال ساتلبن:
"عند استبدال ثمانية عشر شلنًا إنجليزيًا بعملات كاش نحاسية، بلغ وزنها اثنين وسبعين رطلاً، كان لا بد من أن يحملها الحمّالون."
— إيزابيلا لوسي بيرد
في نهاية المطاف، تمكن ساتلبن والقنصل الروسي من استبدال سلاسل العملات النقدية بعملات فضية، لأنها أسهل في الحمل خلال رحلتهم، لكنه أشار إلى أن المال الذي اضطروا لحمله كان أثقل بكثير من معدات التصوير الخاصة بهم.
كتبت المستكشفة البريطانية إيزابيلا بيرد عن الإزعاج الذي تسببت به سلاسل العملات النقدية للصينيين الذين شاهدتهم خلال رحلاتها، قائلة:
"كان هناك عيب خطير آخر يتمثل في الغياب التام للعملات الرمزية، عدا عن عملة السابيك المزعجة المصنوعة من الزنك: المرء يحتاج إلى عربة مدفعية ليذهب ويستبدل 1000 فرنك بسلاسل من عملات السابيك، إذ كان وزنها يعادل برميلًا ونصفًا... وفي السوق، كان وزن الدجاجة أحيانًا أقل من ثمنها من حيث كمية النقود."
— ج. سيلفستر، Monnaies et de Médailles de l'Annam et de la Cochinchine Française (1883)

### أسرة نغوين (الاستعمار الفرنسي في الهند الصينية)
خلال الحقبة الاستعمارية في كوتشينشينا الفرنسية، استُخدمت عملات السابيك الصينية (المعروفة باسم lý) حصريًا كرموز لعب في دور القمار، لم تُستخدم في المشتريات الأخرى إلا في حال إجراء معاملات تجارية مع الصين خلال عهد أسرة تشينغ. كان سعر الصرف العام هو: 1000 lý = 1 lạng = 7.50 فرنك فرنسي. صُنعت السابيك كانت متداولة في كوتشينشينا الفرنسية آنذاك من الزنك، وتميزت بوجود ثقب مربع في وسطها، مما أتاح ربطها في سلاسل من 1000 سابيك من الزنك أو 600 سابيك من خليط معدني نحاسي. تُعرف هذه السلاسل باسم quán tiền (貫錢) باللغة الفيتنامية، وبالفرنسية باسم ligatures أو chapalets. تُقسم كل سلسلة إلى 10 tiền، يحتوي كل منها على 60 سابيك. كانت قيمة هذه العملات تُقاس حسب عددها وليس وزنها. تحمل غالبًا على وجوهها اسم عهد أو عصر الإمبراطور الحاكم من أسرة نغوين، لكن جودتها كانت رديئة للغاية بسبب السبائك السيئة المستخدمة في صناعتها، مما جعل السلاسل تتكسر كثيرًا. تحطمت العديد من عملات السابيك بسبب هشاشتها، ما تسبب بخسائر كبيرة لحامليها. وصف شارل ليمير ثقل هذه الحبال وصعوبة التنقل بها بأنها تمثل "عملة تليق بليكورغوس الإسبرطي"، وأضاف: non numerantur, sed ponderantur ("إنها لا تُعد بل تُوزن").
بالنسبة للفرنسيين، شكلت النقود المصنوعة من الزنك مصدر إزعاج كبير منذ استعمارهم لكوتشينشينا عام 1859، إن عملية الصرف بين الفرنك الفرنسي وعملة Tự Đức Thông Bảo (嗣德通寶) من فئة văn أدت إلى تبادل كميات كبيرة من عملات الزنك مقابل الفرنك الفرنسي. تتعرض عملات الزنك النقدية كثيرًا للكسر أثناء النقل، إذ كانت السلاسل التي تربطها ببعضها تتقطع بسهولة، فتسقط العملات على الأرض ويتحطم عدد كبير منها إلى قطع. كما أن هذه العملات كانت أقل مقاومة للتأكسد، مما جعلها عرضة للتآكل بسرعة أكبر مقارنةً بغيرها من العملات المعدنية.
"كانت من بين العيوب الجسيمة الأخرى الغياب التام للعملات الرمزية، باستثناء تلك المصنوعة من الزنك المعروفة باسم السابيك، التي كانت شديدة الإرباك: إذ كان المرء بحاجة إلى عربة مدفعية لتبديل مبلغ 1,000 فرنك إلى عملات سابيك من فئة واحدة، نظرًا لأن وزنها كان يعادل برميلًا ونصف... وفي السوق، كان وزن الدجاجة أحيانًا أقل من قيمة سعرها نقدًا."
— ج. سيلفستر، العملات والميداليات في آنام وكوشينشين الفرنسية (1883)
قبل عام 1849، تُعتبر العملات النحاسية نادرة للغاية، لم تكن تتداول إلا في المقاطعات المحيطة بعواصم فيتنام، لكن في عهد تự Đức، وضعت لوائح جديدة ومعايير موحّدة لعملات الكاش النحاسية بهدف تعزيز استخدامها. بين عامي 1868 و1872، كانت العملات النحاسية تحتوي تقريبًا على 50٪ من النحاس و50٪ من الزنك. وبسبب الندرة الطبيعية للنحاس في فيتنام، افتقرت البلاد دائمًا إلى الموارد الكافية لإنتاج كميات كافية من العملات النحاسية للتداول.

## الاستخدامات غير النقدية
سلاسل عملات الكاش، وبشكل خاص وحدة ون الموجودة في هذه السلاسل، لها العديد من الاستخدامات خارج إطار كونها عملة. استُخدمت ون كشكل من أشكال العقود، تُلزم الأشخاص بوعود معينة. كما استُخدمت كأداة طقسية، يُعتقد أنها تجلب الحظ الجيد لمن يمتلكها، وتُرتبط هذه الممارسات بمعتقدات الفنغ شوي. تُهدى غالبًا للآخرين في مناسبات مثل حفلات الزفاف، الجنائز، والأعياد. كذلك، استُخدمت ون كرمز يدل على الوضع الاجتماعي للفرد داخل المجتمع، حيث إن استخدامها في المعاملات الشرائية كان يُعد علامة على الازدهار والقدرة على إعالة الأسرة. تمارس معظم هذه الاستخدامات بشكل رئيسي داخل المجتمعات الصينية-الأمريكية.

## التخزين والتنوع
استخدمت العديد من الأدوات لتخزين هذه العملات والحفاظ عليها. تراوحت هذه الأدوات ما بين أوعية خشبية بسيطة إلى مزهريات مزخرفة بشكل معقد. عُثر على أوعية وقطع فخارية تحتوي على عملات في مختلف أنحاء آسيا، بما في ذلك كهوف موغاو. أما من حيث التصميم، تتسم عملات الكاش بمرونة كبيرة، حيث اكتُشفت عملات تحمل نفس الاسم والمنشأ بتصاميم مختلفة، مما يعكس تنوع الإنتاج المحلي واختلاف الحرفيين أو الفترات الزمنية. في الوقت الحاضر، تُوفر لنا سلاسل عملات الكاش مادة تاريخية غنية للدراسة. يعد تحليل دقة الصناعة والحرفية في هذه العملات جزءًا مهمًا من علم النقود، يقدر علماء النقود هذه الاكتشافات لقيمتها التاريخية والثقافية الكبيرة.

## كيف صُنعت
لصنع "ين" الموضوع على هذه الخيوط، يجب أولاً صنع شجرة عملات. تتكون الشجرة من عدة قوالب منفصلة، مما يسمح بإنتاج كميات كبيرة من "وين". صُنعت العملات باستخدام خليط من معادن منفصلة مثل البرونز، الزنك، والفضة. تُصهر هذه المعادن وتُسكب في قالب مصنوع من "العملات الأم". بعد أن يجف القالب ويتصلب المعدن، تُزال "الشجرة" وتُفصل العملات. تُصقل حوافها وتُوزع في الإمبراطورية.

## المعارض

### سلاسل من العملات النقدية
| سلاسل من العملات النقدية |
| - أوتار سلالة هان الغربية وو تشو (五銖) العملات النقدية. - مجموعة من 100 عملة مون النحاسية؛ كانت العملة الرسمية لليابان في فترة موروماتشي ، من عام 1336 حتى عام 1870. هذه العملات من فترة إيدو . - مجموعة من qiánpù من عهد أسرة تشينغ يربطون العملات النقدية معًا في عام 1899. - صورة فوتوغرافية تعود إلى عام 1899 للعملات النقدية من عهد أسرة تشينغ . - رجل من عهد أسرة تشينغ يحمل سلاسل من العملات النقدية على كتفه في عام 1900. - سلاسل من العملات النقدية معروضة في متحف Kunsthistorisches في فيينا ، النمسا . - وعاء تم اكتشافه يحتوي على سلسلة من العملات النقدية معروض في المتحف الوطني للتاريخ الفيتنامي في هانوي . - سلاسل مكونة من 200 قطعة نقدية نقدية من فترة سلالة سونغ الشمالية . |

### سلاسل من العملات النقدية المستخدمة كوحدة عملة على الأوراق النقدية
| أوراق نقدية مُقوّمة بـ"سلاسل من العملات النحاسية" |
| - ورقة نقدية من نوع Guanzi بقيمة 1 guàn wén (貫文) صادرة عن أسرة سونغ الجنوبية. - ورقة نقدية من نوع Jiaochao بقيمة 5 guàn (貫) صادرة عن الجورتشن أسرة جين. - ورقة نقدية من نوع ورقة كنز أسرة مينغ بقيمة 1 guàn (貫) صادرة عن أسرة مينغ. - ورقة نقدية صينية من نوع zhuangpiao بقيمة 1 chuàn wén (串文) صادرة عن متجر Yong Sheng Jin للنقود عام 1838 خلال أسرة تشينغ. - ورقة نقدية صينية من نوع zhuangpiao بقيمة 1 chuàn wén (串文) صادرة عن متجر De Long Su Dian عام 1842 خلال عهد أسرة تشينغ. - ورقة نقدية صينية من نوع zhuangpiao بقيمة 1 chuàn wén (串文) صادرة عن متجر Fulong Zhang عام 1849 خلال عهد أسرة تشينغ. - ورقة نقدية إقليمية صينية من نوع Hubei Guanpiao بقيمة chuàn wén (串文) صادرة عن بنك هوبي الإقليمي عام 1900 خلال أسرة تشينغ. - ورقة نقدية إقليمية صينية بقيمة chuàn wén (串文) صادرة عن بنك هونان الإقليمي عام 1904 خلال أسرة تشينغ. - ورقة نقدية صينية من نوع zhuangpiao بقيمة 1 tiao (吊) أو 98 عملة Jingqian (京錢) صادرة عن شركة Yonghe Residence عام 1914. - ورقة نقدية صينية بقيمة 16 tiao (吊) أو 500 نحاسية (枚) صادرة عن بنك حكومة هيو لونغ كيانغ عام 1918. - ورقة نقدية صينية بقيمة 1 tiao (吊) أو 49 سنت نحاسي (枚) صادرة عن بنك شاندونغ الإقليمي عام 1925. - ورقة نقدية صينية بقيمة 1 tiao (吊) أو 49 سنتًا نحاسيًا (枚) صادرة عن بنك شاندونغ الإقليمي عام 1925. - ورقة نقدية صينية بقيمة 5 tiao (吊) أو 245 سنتًا نحاسيًا (枚) صادرة عن بنك شاندونغ الإقليمي عام 1925. - ورقة نقدية صينية بقيمة 10 tiao (吊) أو 500 سنت نحاسي (枚) صادرة عن بنك شاندونغ الإقليمي عام 1926. لاحظ كيف يتناقص عدد العملات في السلسلة كلما زادت قيمة الورقة، مع أن 10 من أوراق 1 tiao تعادل فقط 490 سنتًا نحاسيًا. - ورقة نقدية صينية بقيمة 1 chuàn wén (串文) صادرة عن Fu Ching Chien Chü Shensi عام 1926. - ورقة نقدية صينية بقيمة 1 tiao (吊) صادرة عن بنك كيرين يونغ هنغ الإقليمي عام 1928. لاحظ أن هذه الورقة طُبعت خلال عهد الإمبراطور شوانتونغ، لكنها أُعيد إصدارها في عهد الجمهورية. |

## أسماء عامية
في لغة مقاطعة سون تاي العامية في أوائل القرن 20، المصطلح المستخدم لوصف سلسلة من العملات النقدية هو Lòi. وفي الوقت نفسه، في أواخر القرن 19، Điêm اللغة العامية التي يتحدث بها الناس من الطبقة الدنيا في سايغون، كانت المصطلحات هي Què و Quẻ كاختصار لكلمة Quán ().

## ملحوظات
1. ↑  In Vietnamese: cưỡng (قالب:Vi-nom).
2. ↑  In Vietnamese (quán tiền).
3. ↑  Usually 1000 wén, but the number could be substantially different depending on the time and place.